# Arianespace
Arianespace (Еріанспейс) — перша французька комерційна компанія, заснована в 1980 році, яка здійснює космічні перевезення. Вони здійснюють виробництво, експлуатацію і маркетинг ракети-носія «Аріан 5» як частину програми «Аріан».

Станом на 2004 рік Аріанеспас СА контролювало понад 50 % світового ринку запусків на ГСО. Більш ніж 240 комерційних запусків було здійснено з 22 травня 1984 року і Аріанеспас СА стверджує, що загальне число контрактів, укладених з моменту початку роботи компанії з 1984 року, становить 285. Аріанеспас використовує Гвіанський Космічний центр (Guiana Space Centre), Куру, Французька Гвіана як стартовий майданчик. Штаб-квартира розташована в Еврі, Франція.

## Компанія і її інфраструктура
Станом на 1 липня 2006 року Аріанеспас СА мало в своєму штаті 271 співробітників у французькій штаб-квартирі, Гвіанському космічному центрі у Французькій Гвіані і в офісах в Сінгапурі, Токіо і Вашингтоні. Аріанеспас СА має 24 акціонери з 10 європейських країн.
| Країна     | Акціонери | Доля капіталу   |
| ---------- | --------- | --------------- |
| Бельгія    | 3         | 3.15 %          |
| Данія      | 1         | not significant |
| Франція    | 7         | 60.12 %         |
| Німеччина  | 2         | 18.62 %         |
| Італія     | 2         | 9.36 %          |
| Нідерланди | 1         | 1.82 %          |
| Норвегія   | 1         | 0.10 %          |
| Іспанія    | 3         | 2.01 %          |
| Швеція     | 2         | 2.30 %          |
| Швейцарія  | 2         | 2.51 %          |

Підсумок таблиці 99,99 % через заокруглення

## Ракети-носії «Аріан»

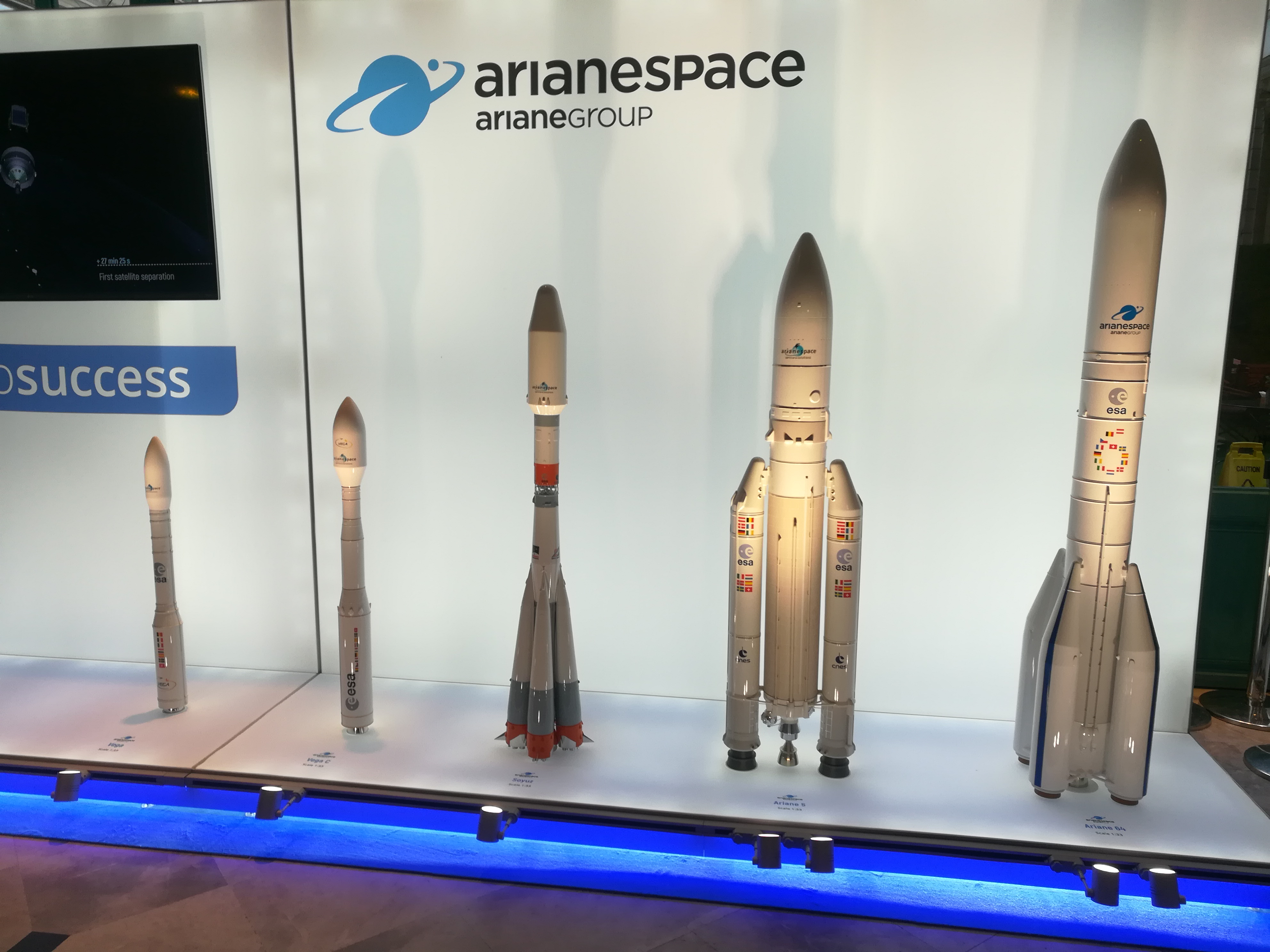
Ракети «Союз», «Вега» і «Аріан 5/6»

З 1979 року використовується декілька версій РН «Аріан»:
- «Аріан 1», перший запуск 24 грудня 1979 року.
- «Аріан 2», перший запуск 20 листопада 1987 року.
- «Аріан 3», перший запуск 4 серпня 1984 року.
- «Аріан 4», перший запуск 15 червня 1988 року.
- «Аріан 5», перший запуск 30 жовтня 1997 року.